# (25937) Malysz
(25937) Malysz ist ein Asteroid aus der Gruppe der Jupiter-Trojaner. Damit werden Asteroiden bezeichnet, die auf den Lagrange-Punkten auf der Bahn des Planeten Jupiter um die Sonne laufen. Er ist dem Lagrange-Punkt L4 zugeordnet, das heißt (25937) Malysz läuft Jupiter in dessen Umlaufbahn um die Sonne um 60° voraus.
Der Asteroid wurde am 19. Februar 2001 im Rahmen des Lowell Observatory Near-Earth Object Search (LONEOS) am Lowell-Observatorium in Flagstaff, Arizona (IAU-Code 699) entdeckt. Sichtungen des Asteroiden hatte es vorher schon am 4. und 6. Januar 2000 unter der vorläufigen Bezeichnung 2000 AZ56 an der Lincoln Laboratory Experimental Test Site (ETS) in New Mexico gegeben.
Der mittlere Durchmesser von (25937) Malysz wurde mithilfe des Wide-Field Infrared Survey Explorers (WISE) mit 15,131 (±0,970) km berechnet, die Albedo mit 0,122 (±0,027).
Der Asteroid wurde am 8. November 2021 nach dem polnischen Skispringer Adam Małysz benannt. Jupiter-Trojaner mit einer absoluten Helligkeit von mehr als 12,0 mag werden nach Olympioniken benannt, Małysz ist viermaliger olympischer Medaillengewinner. Der Namensvorschlag erfolgte durch die polnischen Amateurastronomen Michał Kusiak und Michał Żołnowski, die einen von ihnen entdeckten Hauptgürtelasteroiden nach Adam Małysz benennen wollten. Die Internationale Astronomische Union (IAU) schlug vor, dass sie den Namen anstatt dessen für einen noch nicht benamten Jupiter-Trojaner verwenden können.